# بور توخولسکیه ناتیونال پارک
بور توخولسکیه ناتیونال پارک (به لهستانی:  Bory Tucholskie National Park) یک منطقهٔ مسکونی در لهستان است که در Pomeranian Voivodeship, Poland واقع شده‌است.